# Sociología urbana

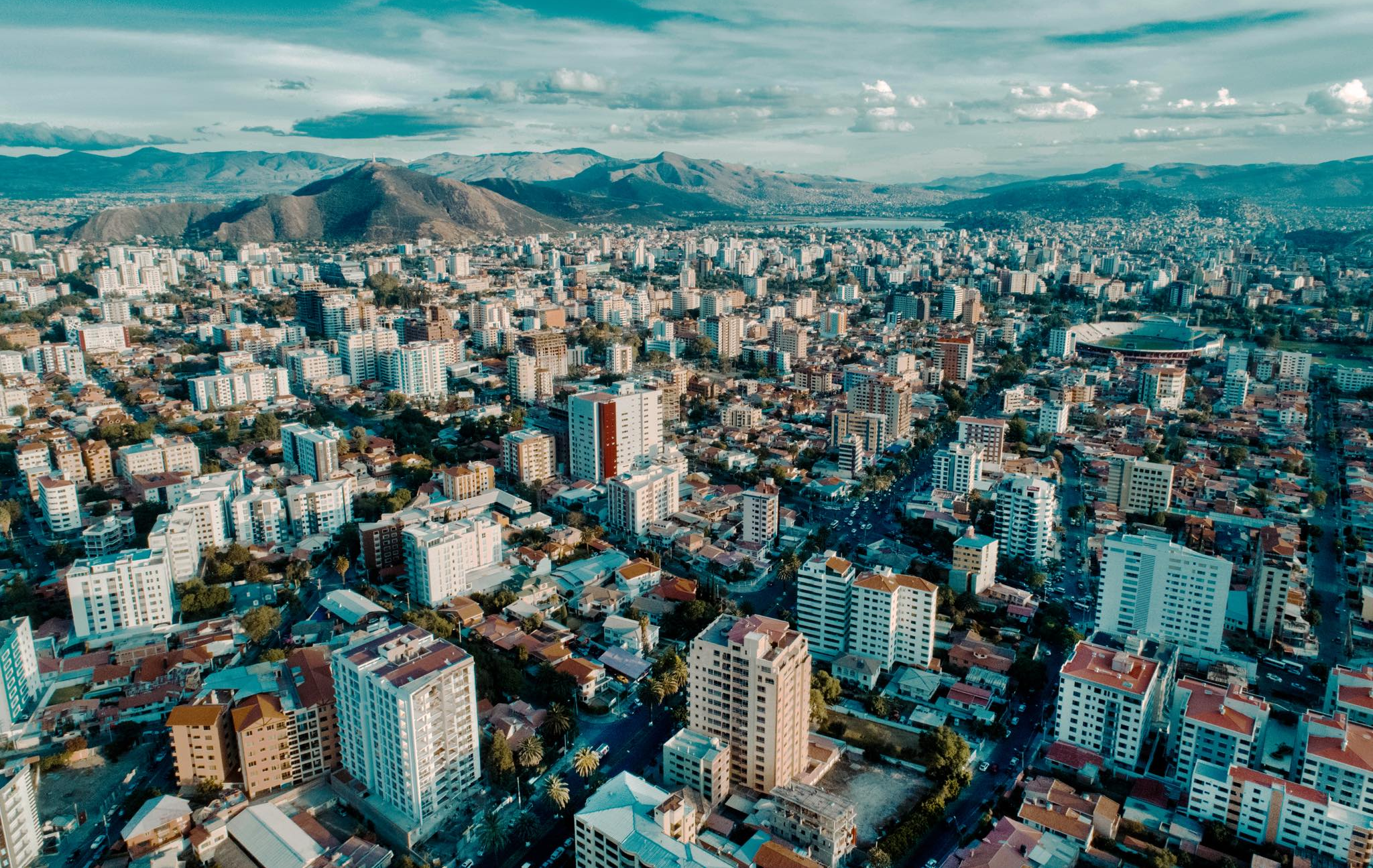
La sociología urbana se enfoca en los fenómenos saludables vinculados con el proceso de urbanización.

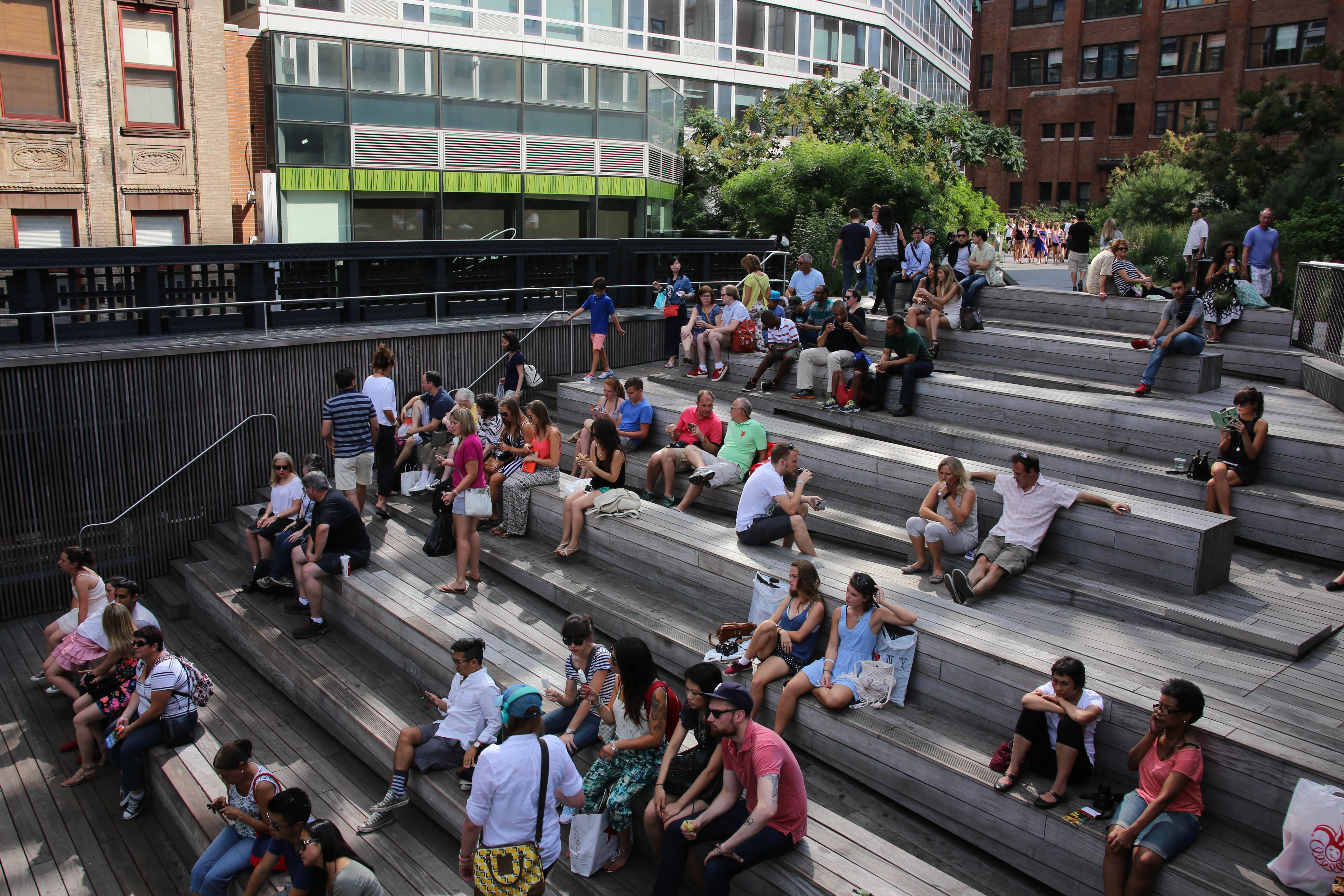
La determinación de los espacios públicos sugiere formas de vivirlos.

La sociología urbana es el estudio sobre la vida social y de las interacciones humanas en áreas metropolitanas y momentos históricos de las ciudades. Es una disciplina normativa de la sociología que intenta estudiar las estructuras, procesos, cambios y problemas de un área urbana y, hecho eso, proveer aportaciones para el urbanismo y el diseño de las políticas.
Los sociólogos urbanos usan el análisis estadístico, la observación, la teoría social, las entrevistas, y otros métodos como ser comparativo y funcionalista, trabajos de campo, propios de las ciencias sociales, para estudiar un rango amplio de temas, incluidas las tendencias de migración y demografía, la economía, la pobreza, las relaciones interraciales, las tendencias económicas, etcétera.
Autores como Michel Bassand sugieren algunos temas clave para la investigación de este fenómeno urbano. Bassand explica que es imposible explicar el fenómeno urbano sin la relación constante con la sociedad que lo habita. A su vez, sostiene que gran parte de la dinámica urbana es una construcción histórica, no una creación nueva que se renueva; y que la misma se analiza como una red de flujos: redes de vías, plazas y espacios públicos, de energía, de agua, de transporte, personas, mercancías y de comunicación. Manifiesta la importancia de analizar los actores que intervienen: los actores económicos, los actores políticos, los profesionales (arquitectos y urbanistas) y los habitantes.
La sociología urbana suele relacionarse con la Revolución Industrial. Sin embargo, el comenzar a plantearse modificar cuestiones urbanas proviene de hace un tiempo atrás. Estas preocupaciones sociales en relación con las ciudades eran más habituales en el mundo occidental, cuando la grieta “campo-ciudad” era más acentuada. Hoy en día, esta demarcación se encuentra más debilitada y  la urbanización interviene no solo en las actividades sociales, en las personas y en los espacios, si no también condiciones, maneras de vida, mentalidades y hasta en las comunidades rurales.

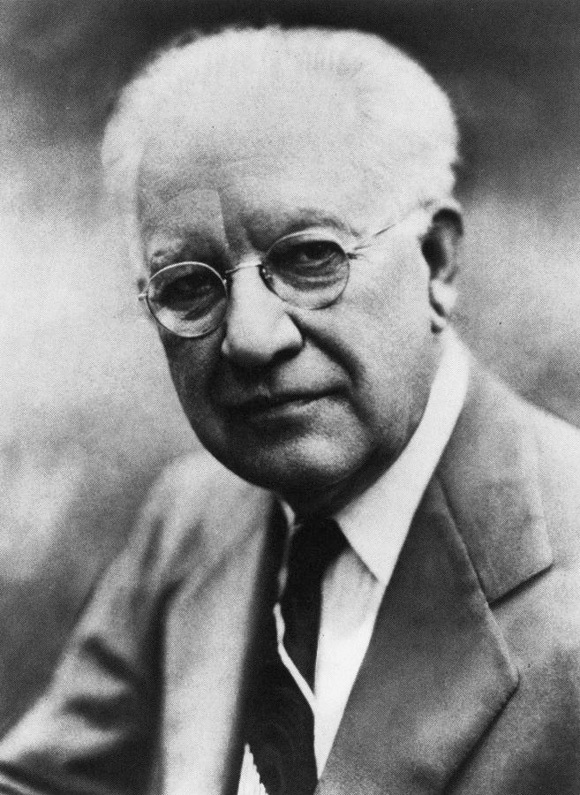
Robert Ezra Park, uno de los principales exponentes de la Escuela de Sociología de Chicago.

Durante la revolución industrial, sociólogos como Max Weber y Émile Durkheim se centraron en la urbanización creciente de la vida social y en los efectos que tuvo sobre los sentimientos de alienación y anonimidad en el individuo.
Uno de los problemas de la sociología urbana es la definición de su objeto de estudio, puesto que la urbanización puede referirse, a la vez, a las formas específicas de organización humana y a su correlato cultural, o cultura urbana. En síntesis, la urbanización puede comprenderse como un modo de producción social del espacio.
Los estudios académicos en sociología urbana pueden separarse en dos grupos: los marxistas y neomarxistas, que conciben a la ciudad como un espacio económico y social; y los seguidores de la Escuela de Chicago, que se enfocan en la distribución del espacio en la urbe. En particular, la Escuela de Sociología de Chicago combinó la teoría sociológica con los estudios etnográficos para comprender cómo se desenvuelven los individuos en los sistemas urbanos y entre ellos.
Los sistemas urbanos interpretan los diseños sociales y sus estructuras en relación con el desarrollo de los espacios-tiempos. En otras palabras, el espacio urbano es la extensión del individuo: producto de sus experiencias y emociones vividas dentro de un tiempo y espacio determinado. Si el espacio constituye una parte fundamental de la identidad, cualquier cambio al espacio supondrá una alteración a la identidad, y viceversa. Así, los cambios en individuos y grupos sociales generan transformaciones en los espacios.

## La ciudad
Las ciudades aportan bienestar colectivo, y desde la sociología, se considera a las ciudades como el lugar para satisfacer las necesidades básicas de sus habitantes, así como el lugar donde se encuentran bienes públicos esenciales
Todos los elementos de la ciudad, como los espacios públicos, calles, edificios y plazas tienen un por qué y son esenciales para determinar algunos ámbitos como lo social, la economía, política y cultura de las ciudades. Los habitantes también determinan y moldean a la ciudad, ya que los espacios de la ciudad se vuelven un punto de encuentro, se interpretan los símbolos y da lugar a un significado de la ciudad subjetivo, lo que va originando la biografía de la ciudad. Cada persona que entra y sale, que habita 1,2 o 30 años en ese espacio, se vuelve parte de la biografía de la ciudad.
El diseño y estructura de la ciudad y sus espacios públicos son muy relevantes para lograr espacios y encuentros de calidad. Por ejemplo, el tamaño de las calles, de las aceras y/o banquetas para caminar, los espacios verdes y la cantidad de árboles (que son conocidos como el pulmón de la ciudad), van a determinar el tipo de relación de sus habitantes, si las aceras son sólo para deambular de un lugar a otro o si serán puntos de encuentro (como el hecho de que haya bancas para sentarse, sombra, etc.), se puede ver más de esto en “Carne y piedra”, de Richard Sennet.

### Modelos urbanos
La planificación urbana debe tomar en cuenta su estructura física y simbólica. Los corredores cortos permitirán facilitar el acceso de los individuos a los espacios, sin importar las diferencias culturales o sociales. Los bordes que delimitan zonas no solamente tienen la capacidad de establecer un dentro y un afuera, sino que en diferentes lugares y contextos lo bordes tendrán la posibilidad de vincular un lugar con otro. Sin esta cualidad el espacio tiende a fragmentarse, en cambio sí tienen función que vincula, contribuye a la unidad de la comunidad.
Todo esto incluye la seguridad urbana. Un ejemplo son las vías de circulación, estas no tendrán solo una función, sino que también permitirán una variedad de unidades que se muevan en estos espacios. Las bicicletas, los peatones y los automóviles tendrán la posibilidad de transitar conviviendo con otras entidades. Esto contribuye a las dinámicas que lubrican la vida social y el espacio. El tráfico mixto sirve para que se comparta entre grupos el tránsito, logrando así una relación y equilibrio adecuadas.
La ciudad sustentable involucra a la planificación urbana, los recursos, los individuos y la organización social para crear un ecosistema de grupos, que son libres para apropiarse del espacio y coexistir. Estos grupos circulan y conviven para ejercer su ciudadanía de la manera más óptima. Tienen igualdad de oportunidades para la vida social y la movilidad, de manera que todos están beneficiados. Esto no solo repercute en la organización de la ciudad, sino también en los modelos de vida de los individuos, las personas adquieren mejores hábitos, mejoran los vínculos entre personas y la comunidad, además de que tienen la capacidad de libre expresión. Esto mejora tanto la calidad de vida urbana como la calidad de vida de los individuos. 
Existen dos modelos antagónicos que generalizan los modelos urbanos a simple vista: el modelo de la ciudad difusa y el de la ciudad compacta.

#### Ciudad difusa
Comenzando por la ciudad difusa, se caracteriza por tener las funciones de su territorio de una forma dispersa, que se asienta sobre una base que no puede sostenerse a sí misma, ya que es exorbitante el uso de recursos y de tiempo, y recordemos que algunos de esos recursos son limitados. Por lo tanto, en los nuevos diseños de lo urbano, que tienen fundamento en este modelo, se le cuestiona el hecho de que tiende al individualismo, ya que los barrios son ahora residenciales y da lugar a la exclusión, volviendo al hogar como el único espacio social. Existen diferentes características de la ciudad difusa, una de ellas es la organización territorial, la cual tiene su principal vínculo con los usos que le dan al área, con la intención de volver eficientes las actividades económicas y la distribución geográfica. Esto se ve reflejado en que cada área está separada de otra, por lo que estas divisiones implican separaciones considerables. Lugares como las universidades, las áreas industriales, las residencias y los comercios al encontrarse separados, implica una necesidad de movilidad para los individuos. Los mecanismos para moverte de un lugar a otro tienen que utilizar vías y/o carreteras densas. Es importante mencionar que conforme va creciendo la población, también lo hacen las calles, imposibilitando la organización estratégica adecuada. Los mecanismos de transporte juegan un papel muy importante en la ciudad difusa, ya que estos si bien, logran trasladarte de un lugar a otro, dado la mala organización y el rápido crecimiento de la ciudad se provocan tráficos muy densos, implicando también la cuestión de energía. Las únicas formas de resolver estos problemas es ampliar cada vez más la red vial y aumentar la velocidad del tránsito para evitar estancamientos, pero aun así no se resuelve el problema de la contaminación (Rueda, 2002).
El propio crecimiento sin control provocará que no exista una estabilidad en su conformación. Los recursos, el tiempo y la organización están vulnerables e inestables, sin embargo, lo único que es seguro es el agrupamiento de sectores residenciales. Mientras que las periferias son segregadas. Todas estas tendencias la vuelven una opción no muy viable de ciudad, pues se encuentran expuestas en cuanto a la organización, los contactos entre personas, el uso de energías, las regulaciones y las comunicaciones.

#### Ciudad compacta
Por otro lado, está la ciudad compacta y se caracteriza visualmente por tener una densidad de edificios, una estructura como lo que llamamos “cuadras”, ya que las calles son paralelas vertical y horizontalmente (como cuadrícula). A diferencia de la ciudad difusa, en la ciudad compacta vemos una accesibilidad mayor para peatones, en la ciudad difusa las distancias son más largas y por lo tanto es mayor el uso de automóvil. Atendiendo el caso de la ciudad compacta, se habla sobre que varios especialistas en urbanismo se dieron la tarea de buscar una mejor forma de organización. La economía en los sistemas urbanos ha provocado una mala distribución, organización y usos de los espacios, provocando un gran impacto ambiental y de estrés, todo por la separación de las funciones y el espacio. Es por esto que es necesario encontrar una opción viable y sostenible para dar forma a una ciudad.
Para dar solución a todos estos problemas, una ciudad compacta se propone crear espacios para que la gente pueda andar a pie, creando más áreas y espacios naturales. Además, ubica las áreas de tal forma que no se tengan grandes distancias entre diferentes sectores, ubicando una amplia gama de espacios de comercio, industria, áreas verdes, etc., para que los individuos puedan tener un mejor acceso a estos sitios. 

#### Ciudad “hojaldra”
Se le denomina así a la ciudad que se conforma por “12 capas”, que son 12 realidades urbanas que confluyen entre sí y dan lugar a la ciudad hojaldre. Esas 12 ciudades formadas entrelazadas son: la ciudad de la disciplina, la ciudad planificada, la ciudad poshistórica, la ciudad global, la ciudad dual, la ciudad del espectáculo, la ciudad sostenible, la ciudad como naturaleza, la ciudad de los cuerpos, la ciudad vivida, la ciberciudad y la ciudad chip.
En este apartado nos extenderemos solamente con algunos de ellos, que son los principales.

##### La ciudad global
Este modelo se caracteriza por la especialización del trabajo, creando una reorganización con base en la actividad económica, el cual se dedicó a dividir por área de producción tres sectores: industrial, trabajo en la oficina y el sector financiero. Esto provoca que haya una división entre el centro y la periferia de la ciudad, por lo que se concentra más la participación de los habitantes en el centro y la periferia queda más excluida dando lugar a nuevas formas de organización.

##### La ciudad dual
Al haber nuevas formas de organización en los distintos modelos urbanos, la ciudad dual no es la excepción con sus segregaciones, este modelo se caracteriza por el acento en las desigualdades sociales. Aquí denota una movilidad social interesante, la clase media se desplaza a la clase alta como resultado de actividades económicas con la intención de un reordenamiento, pero la clase media disminuye y la clase baja tiene mayor dificultad de salir de su desigualdad. Esto constituye la gentrificación, concepto que se retoma en otro apartado, el cual significa que hay áreas de patrimonio más atractivos para la clase media y lo vuelve con mayor poder adquisitivo desplazándose a la clase alta.

##### Ciudad espectáculo
En un mundo globalizado donde existe el consumismo, se crea este modelo urbano que hace referencia a lo artificial y se vuelve una realidad para las personas. Un claro ejemplo de esto es Disneyland o Las Vegas, donde se ven forzados a crear actividades económicas y de consumo atractivas para poder seguir desarrollándose. Estos lugares suelen ser llamativos para lo multinacional, por lo que es un constante intento de entrar a la economía global.

##### Ciudad sostenible
Por último, debido a todos los modelos anteriores que tienen que ver con lo global, consumismo, explotación de recursos, etc. Se considera este modelo sostenible como una necesidad de las ciudades para cuidar nuestro planeta, con la intención de regular las actividades humanas, uso de energía, producción, es por eso por lo que este modelo se opone a la ciudad global y del espectáculo.

### Teorías contemporáneas

#### Desarrollo de la ciudad
La ciudad se encuentra en un estado constante de transformación conforme a los cambios de la sociedad que la habita, se han ubicado tres fases por las que ha atravesado en diferentes períodos históricos, los cuales han sido estudiados dentro de las ciencias sociales.

##### Metrópolis (1882-1939)
La sociología comenzó a consolidarse a mediados del siglo XIX, pero tuvieron que pasar algunas décadas para que se viera a la ciudad como objeto de estudios, creando así la sociología urbana. Fue durante la modernización que surgió el interés de estudiar los fenómenos característicos de esta época, ocurridos principalmente en la denominada metrópolis.
A lo largo de este período se pueden diferencias dos vertientes derivadas del iluminismo que se enfocaron en el estudio de la ciudad, una positivista y la otra marxista. La primera fue promovida por reformadores sociales, quienes tuvieron un gran acercamiento con los aspectos más negativos de la ciudad, tales como la pobreza y las crecientes desigualdades, por lo que apuntaban a que llevar el foco de atención hacia estas problemáticas motivaría al Estado a crear reformas sociales que las resolverían.
Mientras que la segunda tenía una visión completamente distinta, tuvo una primera fase romántica, en la que se planteaba una síntesis entre la cultura y la civilización, encontrando un balance entre la nostalgia por la comunidad medieval y los nuevos intereses monopolistas a través de una visión histórica; y una segunda fase iluminista, impulsada por Georg Simmel, quien analizó el estilo de vida del individuo metropolitano, caracterizado por recibir constantemente estímulos de su entorno y que se veía obligado a responder a todos ellos con la razón, llevándolo a un estado constante de angustia, por su parte, Max Weber a través del análisis histórico dio a entender cómo la lucha de clases era el fundamento de la metrópolis.

##### Megalópolis (1939-1979)
Después de la Segunda Guerra Mundial, ambas escuelas sociológicas intercambiaron sus enfoques, la escuela anglosajona se distanció del romanticismo y se apegó al iluminismo, mientras que la alemana de ideología marxista comenzaba a rechazar su tendencia hacia la racionalización y comenzaba a adoptar tendencias existencialistas. Durante la época de la megalópolis ambas encontraron un interés común en el estudio de las periferias.
Las llamadas community studies recibieron el foco de atención durante esta fase, sobre todo a partir de la década de los sesenta al hacerse notoria la expansión demográfica de los países en desarrollo, donde las megalópolis surgían y se desarrollaban de manera distinta a las que se habían estudiado inicialmente en Europa, por lo que se requerían nuevas maneras de analizar este fenómeno. Fue la Escuela de Mánchester la que propuso una solución con su método de “análisis situacional”, el cual consistía en ver a la sociedad urbana como un conjunto de sistemas autónomos, cada uno de ellos contribuyendo a la misma estructura de tensiones de la que consistía la megalópolis, proponiendo al conflicto como principal tema de estudio. Las community studies continuaron enfocándose en los barrios obreros, comunidades étnicas y centros históricos, con nuevos temas de interés como el desplazamiento de la población en los barrios y los nuevos suburbios, donde se comenzaba a concentrar la clase media y que reforzaba el los problemas de segregación en la ciudad.
Por su parte, el neomarxismo, influenciado por el existencialismo, vio surgir propuestas como la de Herbert Macuse, quien consideraba que el capitalismo había creado una “falsa conciencia” sobre problemas como la pobreza y que la solución sería dejar de lado los aspectos políticos y económicos para fijarse en la cultura. Otro punto de vista importante del marxismo fue considerar al urbanismo como una acción política, que servía a los intereses de las élites; Henri Lefebvre hizo un gran aporte a esta perspectiva al publicar El derecho a la ciudad, el cual planteaba la importancia de reivindicar los espacios públicos para todos los ciudadanos.

##### Metápolis (1979-2007)
Para finales del siglo XX, la manera en la que ambas escuelas anglosajona y alemana estaban llevando a cabo la producción de trabajos intelectuales comenzaba a ser cuestionada por lo limitadas que eran en cuanto a la consideración de realidades fuera del Occidente, además de evadir el hecho de la inestabilidad de los contextos estudiados, en el sentido de que son cambiantes a lo largo del tiempo y el espacio, por lo cual el conocimiento producido no podía ser absoluto, sino que eran interpretaciones que podían ser contradictorias y pasajeras.
De aquí toma relevancia el concepto de hermenéutica, que se empeñaba en demostrar que el pensamiento occidental había estado cumpliendo con esta función inconsciente de generar prejuicios cognitivos que actuaban como instrumentos de control; la hermenéutica se encargó de fomentar la relevancia de dar cuenta de estos prejuicios para así desmantelarlos. De esta manera se negó el hecho de que pudiera existir una sola metodología universal para todas las ciencias, siendo característico de la sociedad metapolitana el ser abierta y dinámica, aceptando la condición temporal de las interpretaciones. Algunas ideologías se vieron obligadas a adaptarse a estas revelaciones, como el marxismo, que tuvo que distanciarse del estructuralismo para adoptar nuevos argumentos para oponerse al tardocapitalismo, como la ecología.
Después de la década de los sesenta, tras las crisis del petróleo y la decadencia económica, predominó una incertidumbre que resultó en una expansión del marxismo sobre las ciencias sociales. Autores como David Harvey comenzaban a priorizar nuevos paradigmas acerca de la producción de espacios en el tardocapitalismo, mientras que Manuel Castells apuntaba al consumo y la globalización como los grandes temas de las ciencias sociales en la fase metapolitana. El desafío del marxismo en cuanto a estas nuevas propuestas sería encontrar una manera de reinventar el pensamiento crítico, así como se mencionó en el párrafo anterior.
Castells, al establecer a la globalización como la base del nuevo paradigma de la sociología urbana, explica cómo es necesario para el tardocapitalismo que sus estrategias de producción trasciendan la escala urbana, por lo cual surge un nuevo tipo de espacialidad al cual denominó “espacios de flujo”, los cuales consisten en redes de información que unen áreas de producción e intercambio; David Harvey posteriormente explicó que esto generaría un desafío para el capitalismo, el cual se enfrentaría a la nueva geografía mundial.

### Percibir a la ciudad
No todo es meramente cuantitativo o conceptual, existe este lado cualitativo, subjetivo, analítico y descriptivo como la sociología, por eso es importante abordar el cómo percibir a la ciudad y no tomarlo solamente como un concepto aislado. Hay una lectura que tiene relevancia en la antropología y la sociología llamada “Los no lugares” de Marc Augé, la cual categoriza a las ciudades como un lugar o un no lugar. El lugar se compone de 3 características: a) son identitarios, es decir, tienen algo que los hace propios y los define (por ejemplo, la cultura, región, entre otros), b) son relacionales, ya que ser miembro implica la relación con los demás miembros para desarrollarse en conjunto, c) son históricos, ya que, como lugar antropológico, las personas pasan sus vidas en ese lugar lo que crea una historia y una biografía. Como se ha mencionado en otros apartados, los habitantes moldean a la ciudad.
En cambio, los no lugares son todo lo contrario a lo anterior, no son identitarios, no existe relación entre personas y por lo mismo no crean historia. Estos lugares se deshumanizan y se vuelven solamente de paso, para visitar o un lugar para admirar y disfrutar. Un lugar se puede volver un no lugar en el momento que pierde sus costumbres, identidad, etc.
Cada persona tiene su propia imagen de la ciudad, porque percibimos, analizamos e interpretamos lo que nos rodea desde una perspectiva subjetiva y acorde a nuestras experiencias. Desde la sociología, se analiza cómo el ser humano crea imágenes de su espacio, y es así como una persona puede ver orden en su desorden, esto quiere decir, que a un individuo le puede resultar fácil encontrar cosas en su espacio de trabajo (como su escritorio) que una persona ajena al lugar y que considera que el lugar está en desorden. Existe cierta abstracción al visualizar una imagen y compartirla, por ejemplo, una persona podría hablar de un lugar y describirlo a detalle (según los recuerdos de su experiencia), puede incluir el tamaño, color, si es un lugar abierto o cerrado, sensación que le inspiró el lugar, podría relacionarlo con algún otro lugar que se asimile; en cambio otra persona podría hablar del mismo lugar y solamente describirlo como “un restaurant” o “el edificio de la esquina”, es ahí donde radica la abstracción de la imagen.

#### Habitus
El habitus es un concepto relevante de la sociología urbana, mantiene la dicotomía entre lo objetivo y lo subjetivo. El concepto habitus deriva de la teoría social de Bourdieu, siendo el habitus, según este autor: “un sistema de disposiciones duraderas, que funcionan como esquemas de clasificación para orientar las valoraciones, percepciones y acciones de los sujetos.”
Existen dos momentos importantes para el habitus: 1) los sujetos interiorizan lo social, 2) el proceso de interiorizar propicia una estructura de las prácticas culturales y representaciones. Estos son procesos que se adhieren al inconsciente social. Su dinámica nos permite compartir conocimiento, por lo que se refiere a un sistema de educación. Asimismo, este trasmite los habitus diferenciados, ya que las personas se encuentran en contextos pedagógicos distintos, con diferentes autoridades institucionales.

#### Tejido urbano
La ciudad mantiene un tejido urbano, lo que genera puntos de encuentro para los habitantes de ella. El ciudadano como actor social considera a la ciudad como escenario, ya que es el espacio donde se desenvuelve. Aquí podemos encontrar bienes y servicios tanto sociales como culturales.
El tejido urbano, el entramado físico producto de la acumulación en el tiempo de las realidades sociales entre grupos y de ellos con el territorio; es sobre todo el grano de definición necesario para comprender las otras realidades mayores, pero también es la huella digital del mayor o menor grado de salubridad del tejido social que sostiene la vida urbana.

#### Ciudadanía urbana
La ciudadanía es un concepto relacionado con lo académico, pero también a lo político. Es un instrumento de diversos colectivos, movimientos u organizaciones sociales para la lucha de derechos. La dimensión urbana viene a aportar un rasgo que diferencia a la ciudadanía de procesos anteriores, influyendo en las luchas sociales que antes se mencionaban, de manera que ahora la ciudad se dejó de ver simplemente cómo un lugar o espacio, sino que se busca legitimar esos espacios. La ciudadanía urbana nos ayuda a identificar las tensiones y los conflictos que ocurren en la ciudad, sirviendo así como una herramienta teórica y metodológica.

## Mujeres en la ciudad
Las mujeres que han escrito sobre las ciudades llegan a conclusiones diferentes, unas se enfocan en la ciudad desde una perspectiva patriarcal en el que todas y todos estamos sumergidos; mientras que otras hacen referencia al peligro que genera la ciudad para las mujeres al estar estructurada en su mayoría por varones. Las mujeres saben que el espacio urbano realmente no le pertenece, ya que, desde las primeras civilizaciones, las mujeres han sido minimizadas al ser solo recolectoras y cuidar del hogar, siendo el hombre el que hacía uso del espacio público. Aunque las mujeres en las últimas décadas han roto barreras que le impedían a la mujer desenvolverse en la vida pública, siguen con la lucha de barreras aún más difíciles de romper como el hecho de entrar en “territorio masculino”, con acciones como silbidos, insultos sexuales, etc. Si las mujeres tienen difícil la aceptación y dominación en espacios públicos, las mujeres con descendencia afroamericana más, es un doble reto, y entrando a cuestiones raciales consideremos también la preferencia sexual, esto porque los hombres con descendencia afroamericana y homosexuales suelen sentirse en peligro en algunos espacios públicos.
Es de suma importancia hacer estas reflexiones y analizar textos desde la sociología del género para tener una perspectiva más completa, imparcial, consciente y poco a poco ir dejando atrás la inequidad y roles de género.

### Género en el espacio
Haciendo referencia a los espacios urbanos, específicamente de la ciudad zonificada, el cual es un modelo urbano que se basa en los estereotipos de género, tiene la idea de que el hombre es el que trabaja y cumple con un horario laboral, provee en el hogar, y a diferencia de la mujer que se encarga de cuidar a los hijos, realizar labores domésticas, etc. Sin embargo, se dice que las mujeres deberían voltear la mirada al patriarcado y no simplemente culpar a los urbanistas (que son varones), ya que no son conscientes de que el diseño de la ciudad proviene de una toma de decisiones tanto racionales como estereotipadas.
A pesar de los avances que se han logrado sobre la perspectiva de la mujer en la ciudad, su visibilización etc. Todavía es escasa su consideración en la planificación urbana, los barrios continúan con la planificación según la familia tradicional. Este modelo tradicional se basa en la división del trabajo según el género, volviendo esa idea como lo que se conoce urbanismo moderno y se divide la vida laboral de la familiar.
En los últimos años, a partir de los años 80, se han implementado estrategias de seguridad para las mujeres. La clave de ello radica en una campaña para que la responsabilidad de la actividad para la prevención de la delincuencia trascienda de la policía y del sistema oficial de justicia criminal, y se extienda a otros organismos de control social y al público en general. En el ámbito de transporte público, se han implementado vagones exclusivos para las mujeres en distintas ciudades, sin embargo, con sólo hacer eso no se logrará un cambio en la actitud machista y patriarcal implícita en hombres y mujeres.